# White City (stacja metra)
White City – stacja londyńskiego metra położona na trasie Central Line pomiędzy stacjami East Acton a Shepherd’s Bush. Znajduje się w dzielnicy White City w gminie Hammersmith and Fulham, w drugiej strefie biletowej.
Stacja została otwarta 23 listopada 1947 roku, zastępując wcześniejszą Wood Lane station. Budowa rozpoczęła się w 1938, a jej ukończenie zaplanowano na 1940 rok, jednak wybuch II wojny światowej opóźnił to wydarzenie o siedem lat.
White City jest najbliższą centrum stacją zachodniej części Central Line znajdującą się na powierzchni i pociągi wjeżdżają w tunele podziemne w kierunku południowym. Na stacji panuje ruch prawostronny, w konsekwencji układu nieużywanej już stacji Wood Lane, znajdującej się na południe od White City. Pociągi powracają do ruchu lewostronnego w połowie drogi między stacją White City i East Acton. Na stacji znajdują się trzy tory, przy czym środkowy posiada platformy z dwóch stron.
Stacja znajduje się naprzeciw budynku BBC Television Centre, niedaleko stoi również stadion klubu piłkarskiego Queens Park Rangers F.C.

## Galeria

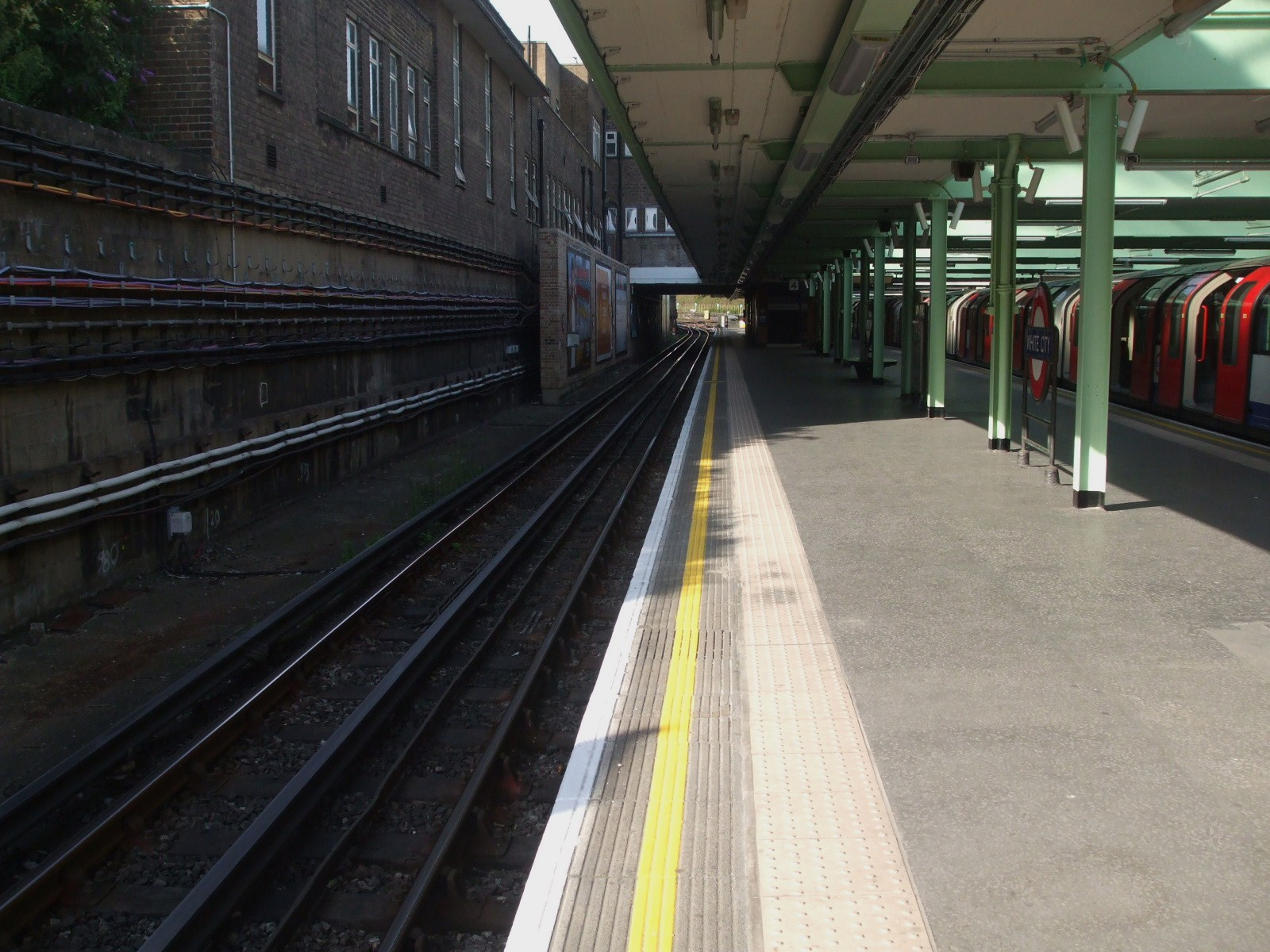
Peron pociągów odjeżdżających w kierunku wschodnim
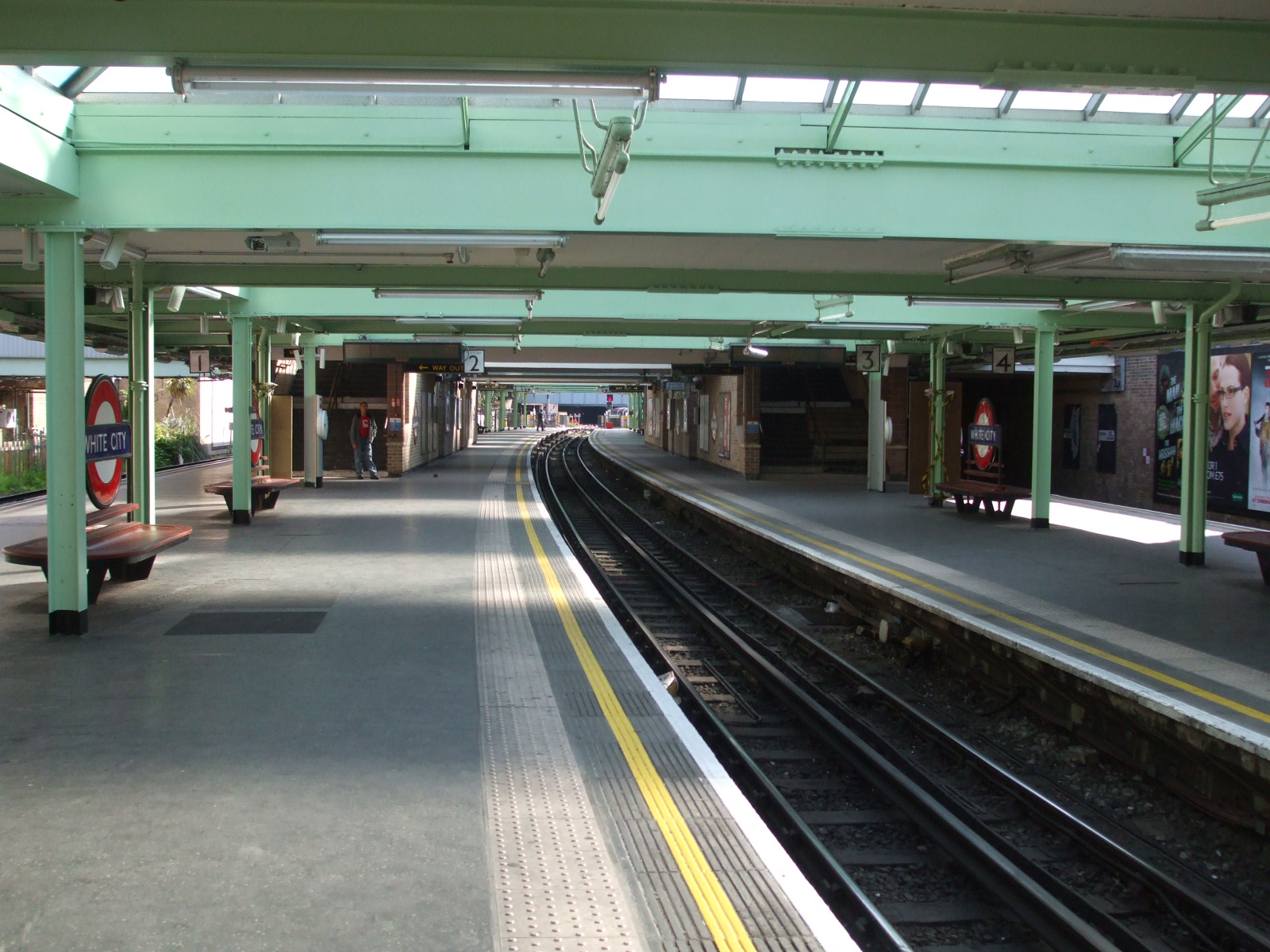
Środkowy tor, widok na wschód
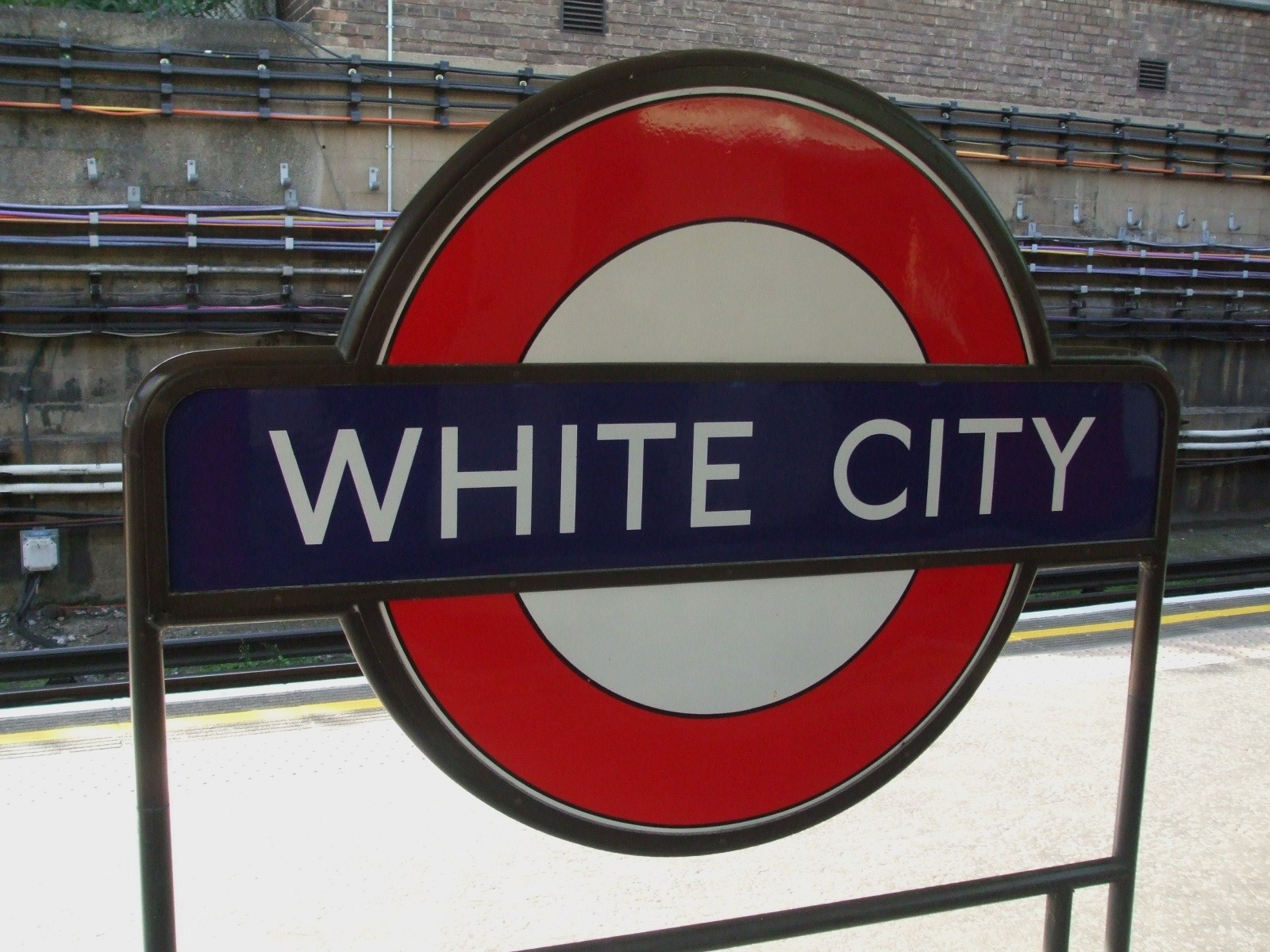
Symbol stacji

## Połączenia
Stacja obsługiwana jest przez linie autobusowe 31, 49, 72, 95, 148, 207, 220, 228, 237, 260, 272, 283, 316 i 607.